# Rainer Oberthür

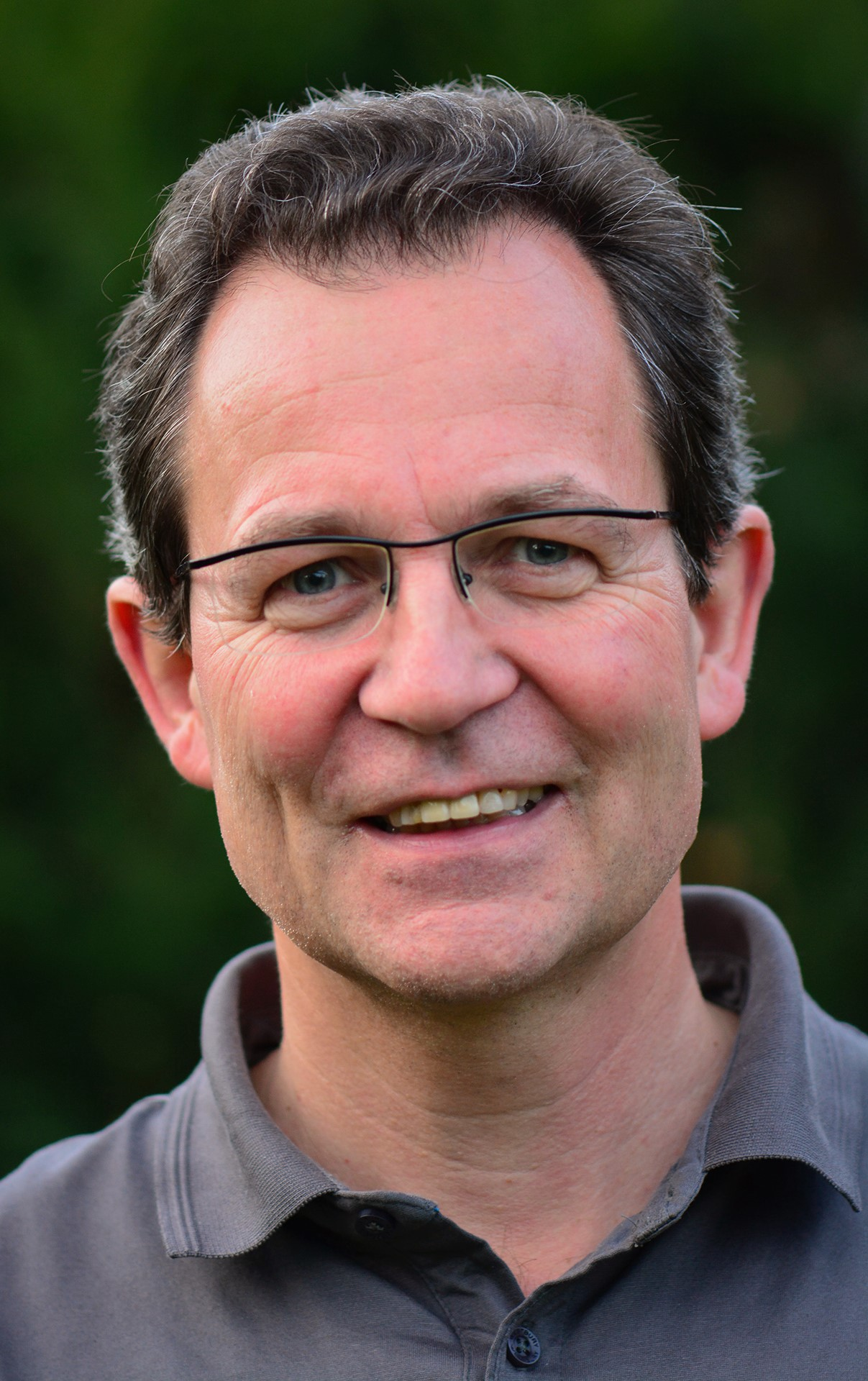
Foto von Rainer Oberthür im Jahr 2017 in Aachen.

Rainer Oberthür (* 1961 in Emsbüren) ist ein deutscher Autor von Büchern für Erwachsene und Kinder zu philosophischen, theologischen und biblischen Themen. Er ist seit 1989 Dozent für Religionspädagogik am Katechetischen Instituts des Bistums Aachen und war von 2002 bis Anfang 2020 dort auch stellvertretender Leiter.

## Werdegang
1980 erhielt Oberthür am Rheiner Dionysianum sein Abitur. Nach seinem Zivildienst in einem Behindertenwohnheim studierte er von 1981 bis 1987 Katholische Theologie auf Lehramt für die Primarstufe. Nach seinem Referendariat arbeitete Oberthür bis August 1989 als Referent für Religionspädagogik im Bischöflichen Generalvikariat Osnabrück und als Religionslehrer an einer Meppener Realschule. Seit September 1989 ist Oberthür Dozent für Religionspädagogik am Katechetischen Institut des Bistums Aachen.
Seit 1995 wirkt Oberthür als Autor und schrieb zunächst didaktische Bücher, richtete seine Werke dann aber an unterschiedliche Altersgruppen. Seine Bücher wurden in mehreren Sprachen übersetzt und sind unter anderem in den USA, Niederlande, Dänemark, Norwegen und Tschechien erschienen. Von 2000 bis Ende 2021 war er Mitglied im wissenschaftlichen Beirat der Zeitschrift „Katechetische Blätter“. 2002 bis 2020 war er stellvertretender Leiter (2007–2020 zusätzlich Fachbereichsleiter der Religionspädagogischen Medienstelle) des Katechetischen Instituts. Von 2008 bis 2017 war er an der Bergischen Universität Wuppertal Lehrbeauftragter für Religionspädagogik und Religionsdidaktik für Katholische Theologie.
Inspiriert durch die Symboldidaktik von Hubertus Halbfas und die Bibeldidaktik von Ingo Baldermann wandte Oberthür sich bereits Anfang der 90er Jahre dem „Philosophieren mit Kindern“ zu. Auf dieser Basis entwickelte er Konzepte und Wege zum „Theologisieren mit Kindern“. Nach didaktischen Grundlegungen in Kinder und die großen Fragen und Kinder fragen nach Leid und Gott wandte er sich mit Neles Buch der großen Fragen und Die Bibel und Kinder und alle im Haus und weiteren direkt an Kinder. Daneben erschienen biblische Bilderbücher z. B. zu den Oster-, Weihnachts- und Pfingsterzählungen, zum Vaterunser, zu den Zehn Geboten, zu den Psalmen und zur Gottesfrage.
Den Schwerpunkt der Bücher von Oberthür bilden philosophische und theologische, biblische und religionspädagogische Themen. Die meisten Bücher hat er in Zusammenarbeit mit dem Kösel-Verlag (Random House) veröffentlicht. Seine Bilderbücher erscheinen im Gabriel-Verlag (Thienemann-Esslinger Verlag). In der religionspädagogischen Arbeit steht er zwischen Universität und Schule, zwischen Praxis und Theorie. Wie seine Bibel für Kinder und alle im Haus sind viele seiner Werke nicht nur für ein bestimmtes Alter gedacht. Das gilt auch für sein 2022 veröffentlichtes Buch „JESUS. Die Geschichte eines Menschen, der fragt“, das die Geschichte Jesu entlang seiner Fragen an die Menschen erzählt.
Rainer Oberthür führt Fortbildungstagungen, Vorträge und Lesungen im deutschsprachigen Raum durch. Seit Ende 2017 bietet er in Kooperation mit dem Singer/Songwriter-Duo Carolin und Andreas Obieglo, bekannt unter dem Namen Carolin No auch „Konzert-Lesungen“ zum Buch-CD-Projekt Was-glaubst-du? an. Nach über 30 Live-Präsentationen haben sie 2023 das "Hörbuch" zur Konzert-Lesung veröffentlicht. Im Jahr 2024 vollendete Rainer Oberthür nach "Der Seelensucher" (2020) und "Der Friedenssucher" (2023) mit dem Buch "Die Gottsucher" seine Sucher-Trilogie zu den Fragen nach dem einzigartigen ICH, dem gemeinsamen WIR und dem Geheimnis GOTT. Darin erzählt er das berühmte mittelalterliche "Buch der 24 Philosophen" für heute neu (s.  Liber XXIV philosophorum).
Oberthür lebt in Aachen und ist seit 1986 mit Ruth verheiratet sowie Vater zweier erwachsener Kinder.

## Schriften
(Quelle: )
- Die Gottsucher. 24 Wege auf der Spur des Verborgenen, Illustration von Barbara Nascimbeni, Kösel-Verlag, München 2024, ISBN 978-3-466-37318-5
- Der Friedenssucher, Neuausgabe, Illustration von Barbara Nascimbeni, mit Katrin Egbringhoff und Elisabeth Lange, Kösel-Verlag, München 2023, ISBN 978-3-466-37309-3
- DU umgibst mich von allen Seiten. Psalmen für Kinder, Illustration von Marieke ten Berge, Gabriel, Stuttgart 2023, ISBN 978-3-522-30621-8
- JESUS. Die Geschichte eines Menschen, der fragt. Kösel-Verlag, München 2022, ISBN 978-3-466-37282-9.
- Der Seelensucher. Eine Geschichte über das große Geheimnis des Menschen. Illustration von Barbara Nascimbeni. Kösel-Verlag, München 2020, ISBN 978-3-466-37264-5.
- Die Zehn Gebote. Illustration von Barbara Nascimbeni. Gabriel, Stuttgart 2020, ISBN 978-3-522-30536-5.
- So viel mehr als Sternenstaub. Nachdenken und Staunen über Gott. Illustration von Marieke ten Berge. Gabriel, Stuttgart 2018, ISBN 978-3-522-30499-3.
- Was glaubst du? Briefe und Lieder zwischen Himmel und Erde. Kösel-Verlag, München 2017, ISBN 978-3-466-37195-2. (Buch mit Musik-CD von Carolin No und Hörbuch)
- Neles großes Buch. Kösel-Verlag, München 2016, ISBN 978-3-466-37187-7.
- Stell dir vor ... – Gedankenspiele über dich, Gott und die Welt. Kösel-Verlag, München 2016, ISBN 978-3-466-37170-9.
- Das Buch vom Anfang von allem. Bibel, Naturwissenschaft und das Geheimnis unseres Universums. Kösel-Verlag, München 2015, ISBN 978-3-466-37127-3.
- Die Pfingsterzählung. Vom Anfang der Kirche. Illustration von Renate Seelig. Gabriel, Stuttgart 2014, ISBN 978-3-522-30297-5.
- Das Vater unser. Gabriel, Stuttgart 2013, ISBN 978-3-522-30356-9.
- Die Symbol-Kartei. 88 Symbol- und Erzählbilder für Religionsunterricht und Gruppenarbeit. Kösel-Verlag, München 2012, ISBN 978-3-466-37042-9.
- Die Weihnachtserzählung. Illustration von Renate Seelig. Gabriel, Stuttgart 2011, ISBN 978-3-522-30262-3.
- Das Buch der Symbole. Auf Entdeckungsreise durch die Welt der Religion. Kösel-Verlag, München 2009, ISBN 978-3-466-36805-1.
- Die Ostererzählung. Illustration von Renate Seelig. Gabriel, Stuttgart 2007, ISBN 978-3-522-30097-1.
- Die Bibel für Kinder und alle im Haus. Erzählt und erschlossen von Rainer Oberthür, mit Bildern der Kunst ausgewählt und gedeutet von Rita Burrichter. Kösel-Verlag, München 2004, ISBN 978-3-466-36668-2.
- mit Alois Mayer: Kinder fragen nach Leid und Gott. Lernen mit der Bibel im Religionsunterricht. Kösel-Verlag, München 1998, ISBN 978-3-466-36493-0.
- mit Alois Mayer: Kinder und die großen Fragen. Ein Praxisbuch für den Religionsunterricht. Kösel-Verlag, München 1995, ISBN 978-3-466-36439-8.